# Otto von Strahl (Hofmarschall)
Paul Otto Strahl, seit dem 4. August 1879 Paul Otto von Strahl (* 24. Oktober 1847 in Berlin; † 20. Dezember 1921 in Baden-Baden) war Hessen-kasselscher Hofmarschall und Mitglied des Provinziallandtages der Provinz Hessen-Nassau sowie des Kurhessischen Kommunallandtags.

## Leben
Otto von Strahl trat am 19. August 1866 in die Preußische Armee ein, nachdem am Tag zuvor das Augustbündnis geschlossen worden war. Er wurde Premierlieutenant à la suite im Thüringischen Ulanen-Regiment Nr. 6 und war später Rittmeister.
Strahl trat in die Dienste des Titular-Landgrafen Friedrich Wilhelm von Hessen und wurde dessen persönlicher Adjutant. Als Hofmarschall war er der höchste Beamte des Hofstaates und führte die Aufsicht über die Wirtschaftseinrichtungen seines Dienstherrn. 1910 wurde er in den Kurhessischen Kommunallandtag des preußischen Regierungsbezirks Kassel gewählt und kam so in den Provinziallandtag der preußischen Provinz Hessen-Nassau, wo er Mitglied des Legitimationsprüfungsausschusses war.
Er heiratete am 28. Februar 1882 in Dresden Adelheid Gräfin von Monts (* 2. Februar 1854). Aus der Ehe ging der Sohn Otto (1882–1961, Diplomat) hervor.